# Funciones de Weierstrass
En el ámbito de las matemáticas, las funciones de Weierstrass son un conjunto de funciones especiales de variable compleja que son auxiliares a la función elíptica de Weierstrass. Han sido nombradas en honor al matemático alemán Karl Weierstrass (1815 – 1897), considerado el padre del análisis moderno.

## Función sigma de Weierstrass
La función sigma de Weierstrass asociada a una grilla bidimensional {\displaystyle \Lambda \subset \mathbb {C} } se encuentra definida por el producto

{\displaystyle \sigma (z;\Lambda )=z\prod _{w\in \Lambda ^{*}}\left(1-{\frac {z}{w}}\right)e^{z/w+{\frac {1}{2}}(z/w)^{2}}}

donde:
{\displaystyle \Lambda ^{*}\,} denota el conjunto {\displaystyle \Lambda -\{0\}\,}

## Función zeta de Weierstrass
La función zeta de Weierstrass se encuentra definida por la suma

{\displaystyle \zeta (z;\Lambda )={\frac {\sigma '(z;\Lambda )}{\sigma (z;\Lambda )}}={\frac {1}{z}}+\sum _{w\in \Lambda ^{*}}\left({\frac {1}{z-w}}+{\frac {1}{w}}+{\frac {z}{w^{2}}}\right).}

Notar que la función zeta de Weierstrass es básicamente la derivada logarítmica de la función sigma. La función zeta puede ser reescrita como:

{\displaystyle \zeta (z;\Lambda )={\frac {1}{z}}-\sum _{k=1}^{\infty }{\mathcal {G}}_{2k+2}(\Lambda )z^{2k+1}}
donde {\displaystyle {\mathcal {G}}_{2k+2}} es la serie de Eisenstein de peso  {\displaystyle 2k+2}.

También es interesante notar que la derivada de la función zeta es {\displaystyle \scriptstyle -\wp (z)}, donde {\displaystyle \scriptstyle \wp (z)} es la función elíptica de Weierstrass.
No debe confundirse la función zeta de Weierstrass con la función zeta de Riemann de la teoría de números.

## Función eta de Weierstrass
La función eta de Weierstrass está definida por la expresión
{\displaystyle \eta (w;\Lambda )=\zeta (z+w;\Lambda )-\zeta (z;\Lambda ),{\mbox{ para todo }}z\in \mathbb {C} }
Se puede demostrar que está bien definida, o sea {\displaystyle \zeta (z+w;\Lambda )-\zeta (z;\Lambda )} solo depende de w. No se debe confundir la función eta de Weierstrass con la función eta de Dedekind.

## Función p de Weierstrass
La función p de Weierstrass está definida por la expresión
{\displaystyle \wp (z;\Lambda )=-\zeta '(z;\Lambda ),{\mbox{ para todo }}z\in \mathbb {C} }
La función p de Weierstrass es una función par elíptica de orden N=2 con un único polo doble en cada grilla.
- Datos: Q3075283